# 四大学英語劇大会
四大学英語劇大会（よんだいがくえいごげきたいかい）は四大学英語会連盟が主催する、英語劇のコンテスト。四大学とは一橋大学、慶應義塾大学、立教大学、早稲田大学を指し、四大学英語会連盟のロゴにも、各大学の頭文字をアルファベット順にした「H.K.R.W.」の文字が記載されている。大会においては、四大学英語会連盟所属の各団体が、それぞれのチームを構成し、参加しており、外部からの参加は受け付けていない。一橋大学のみ、関係の深い津田塾大学の英語会との連合で参加している。2014年の大会が78回目の開催であった。

## 著名な出身者
- 下平慶祐（一橋）
- 中村雅俊（慶應）
- 別所哲也（慶應）
- 小柳津林太郎（慶應）
- 野際陽子（立教）
- 東海林のり子（立教）
- 宮崎総子（立教）
- 池部良（立教）
- 古川琴音（立教）
- 内野聖陽（早稲田）